# Штефањака (Муреш)
Штефањака (рум. Ștefăneaca) насеље је у Румунији у округу Муреш у општини Зау Де Кампије. Oпштина се налази на надморској висини од 330 m.

## Становништво
Према подацима из 2002. године у насељу је живело 31 становника, од којих су сви румунске националности.